# 鄭昌烈
鄭 昌烈（チョン・チャンリョル、朝鮮語: 정창렬、1923年 - ）は、朝鮮民主主義人民共和国の軍人、政治家。人民武力部副部長、朝鮮人民軍総参謀部副総参謀長、朝鮮労働党中央委員会委員候補などを歴任した。朝鮮人民軍における軍事称号（階級）は大将。

## 経歴
1923年に日本統治下の黄海道で生まれた。平壌建設建材大学を卒業し、ソ連に留学した。1982年に朝鮮人民軍中将に昇進し、金日成勲章を受章。1984年に朝鮮人民軍総参謀部副総参謀長に任命された。1992年に人民武力部副部長(工兵担当)に転じ、1993年12月8日に開催された朝鮮労働党中央委員会第6期第21回総会で党中央委員会委員候補に補選された。1996年には朝鮮人民軍親善参観団を率いて中国を訪問した。1997年には大将に昇進し、1998年には最高人民会議第10期代議員に選出された。
2009年3月8日に実施された最高人民会議第12期代議員選挙で代議員に再選されたが、同年4月に平壌民俗公園の着工式に出席したのを最後に動静が途絶える。